# Christoph Szalay

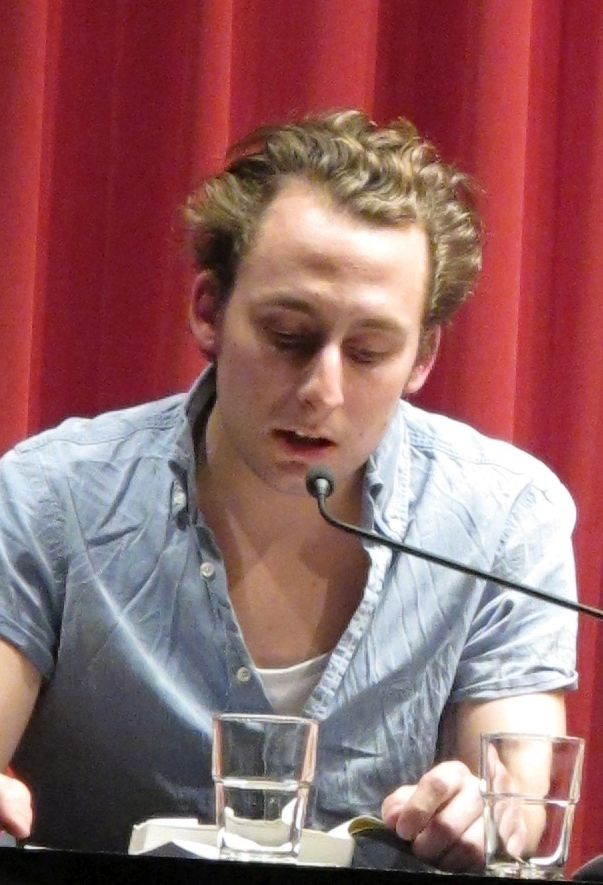
Christoph Szalay (2016)

Christoph Szalay (* 1987 in Graz) ist ein österreichischer Lyriker.

## Leben und Werk
In seiner Jugend war er als Nordischer Kombinierer aktiv. Szalay studierte zunächst in Graz Germanistik und nahm im Wintersemester 2013/2014 das Masterstudium Art in Context an der UdK Berlin auf. Neben seinen Büchern gibt es  Veröffentlichungen in Zeitschriften (z. B. Lichtungen, Podium, perspektive), in Anthologien und im Rundfunk. Christoph Szalay arbeitet auch kulturspartenübergreifend, z. B. an Textsoundperformances.

## Auszeichnungen
- 2019 Alice Salomon Poetik Preis
- 2017 Wolfgang-Weyrauch-Förderpreis
- 2015 Wiener Werkstattpreis
- 2015 Feldkircher Lyrikpreis (2. Platz)
- 2014 Nominierung für den Lyrikpreis Meran[4]
- 2013 Arbeitsstipendium des BMUKK
- 2011 start-Stipendium des BMUKK
- 2009 Literaturförderpreis der Stadt Graz

## Einzelpublikationen
- RÆNDERN. Gedichte. Ritter Verlag, Klagenfurt 2020. ISBN 978-3-85415-607-9
- Alex und der Mond. (zusammen mit Lisa Maria Wagner), Luftschacht, Wien 2016. ISBN 978-3-902844-95-8
- Asbury Park, NJ. Eine Elegie. Luftschacht, Wien 2013
- flimmern. Gedichte. Leykam Buchverlag, Graz 2012
- stadt / land / fluss. Gedichte. Leykam Buchverlag, Graz 2009.